# 輕木
轻木（学名：Ochroma pyramidale）为轻木属下唯一一种，屬錦葵目錦葵科木棉亞科植物，是一種巨大，且生長快速的樹，可以生長到30公尺高。輕木是一種常綠植物或是落葉植物（乾季時）。也叫巴尔萨木、巴尔沙木或巴沙木（英語：balsa tree）。

## 形態
本種為常绿乔木；叶子5－7裂或仅有棱角；黄白色或带褐色大花；蒴果5裂。

## 分佈
分布于墨西哥、秘鲁、台灣、西印度群岛、玻利维亚以及中国大陆的云南等地，多生在低海拔地区，目前已由人工引种栽培。

## 用途
轻木可用做多种轻型结构物的重要材料：如航空工业中的夹心板材料；由于其导热系数较低，还是很好的绝热材料；此外，还可以做隔音设备，救生胸带，水上浮标等。